# 格里斯科格爾山
47°28′29″N 12°58′23″E / 47.47466°N 12.97311°E

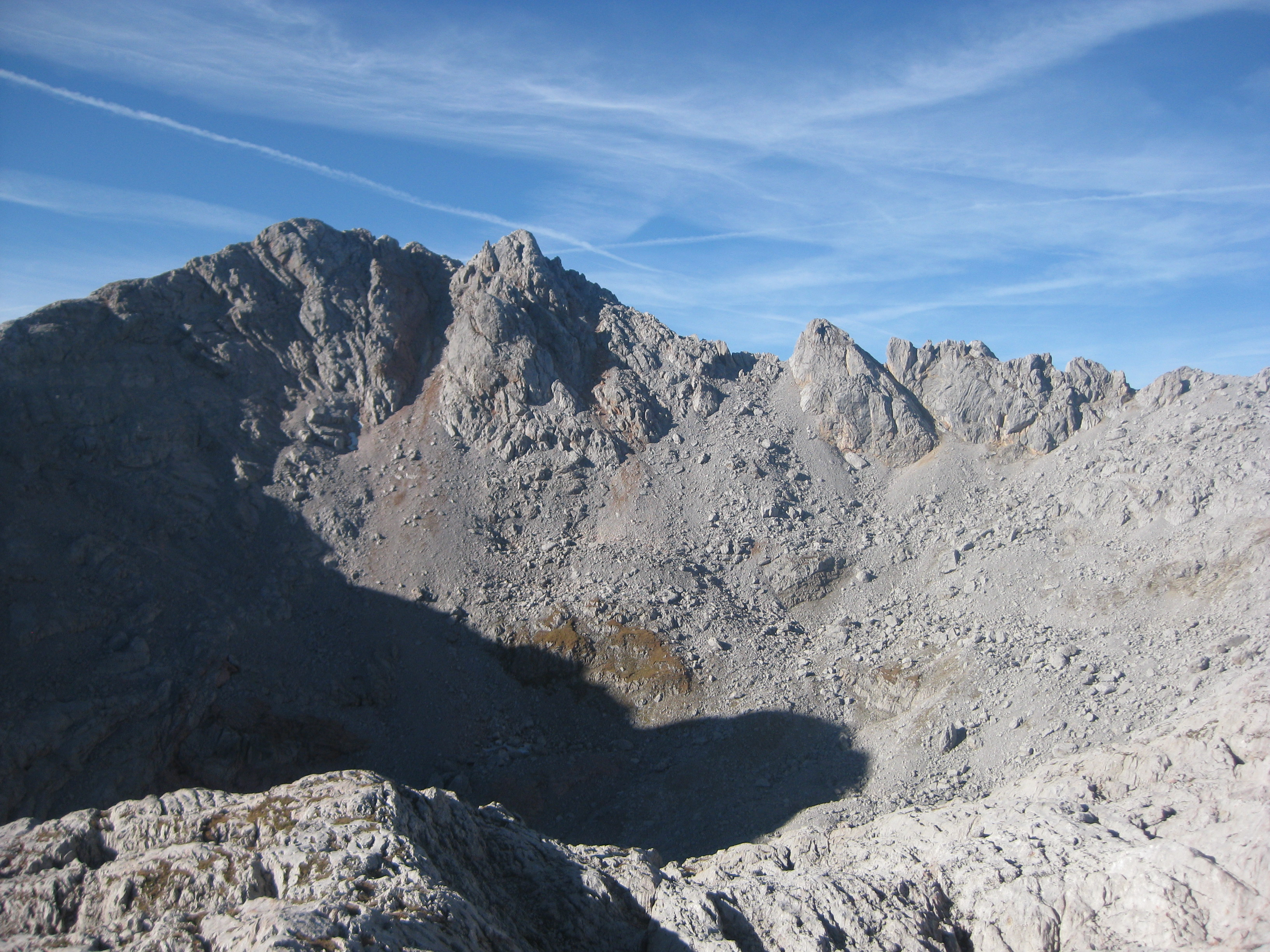

格里斯科格爾山（德語：Grießkogel），是中歐的山峰，位於奧地利和德國接壤的邊境，屬於貝希特斯加登阿爾卑斯山脈的一部分，距離豐滕塞陶恩山1.1公里，海拔高度2,543米，每年平均降雨量2,176毫米。